# Аравінд Адіга
Аравінд Адіга (каннада ಅರವಿಂದ ಅಡಿಗ; нар. 23 жовтня 1974 року) — індійський журналіст і письменник. Його дебютний роман, Білий тигр, виграв Букерівську премію 2008 року.

## Букерівська премія
Дебютний роман Аравінда Адіги, Білий тигр, отримав Букерівську премію 2008 року. Він є четвертим індійцем, який отримав премію, після Салмана Рушді, Арундаті Рой і Кіран Десаї. (В. С. Найпол, інший переможець, також індійського походження, але не є громадянином Індії). Серед п'яти претендентів на премію був ще один індієць (Амітав Ґош) і ще один автор дебютного роману (Стів Тольц). В романі вивчається контраст між зростанням Індії, як частини сучасної глобальної економіки, і головним героєм, Балрамом, що прийшов з руйнівної сільської бідності.

## «Between the Assassinations»
Друга книжка Адіги, «Between the Assassinations», була опублікована в Індії в листопаді 2008 року, а в США та Великій Британії в середині 2009 року. В книзі представлено 12 взаємопов'язаних оповідань.